# Binge watching
Binge watching, spesso reso in italiano con il termine maratona o anche abbuffata, è un'espressione della lingua inglese con cui si indica l'atto del binge-watch (pronuncia /ˈbɪndʒˌwɒtʃ/), ossia la visione di programmi televisivi per un periodo di tempo superiore al consueto, particolarmente usufruendo della visione di diversi episodi consecutivamente, senza soste. In inglese, per tale azione, sono anche usati i termini binge viewing e marathon viewing. 
Evoluzione di tale pratica è il binge racing (tradotto in italiano come gara d'abbuffata), ovvero l'atto di guardare l'intera serie TV in sole 24 ore; tale pratica, che nel 2017 era stimato coinvolgesse circa 8,4 milioni di fruitori, è praticata specialmente sulle piattaforme televisive, in cui gli episodi delle serie TV vengono rilasciati insieme simultaneamente.

## Etimologia
Binge watching è un neologismo che deriva dall'unione di binge, traducibile come gozzoviglia o abbuffata, e watching, ossia visione. In lingua inglese binge veniva usato in antichi dialetti per indicare l'ammollo di contenitori di legno per prevenire perdite. Nel corso dell'Ottocento iniziò a essere usato anche metaforicamente per descrivere l'assunzione esagerata di alcolici; un secolo più tardi l'abuso di alcolici venne indicato propriamente come binge drinking, mentre binge iniziò a essere applicato, sempre con connotazione negativa, per altri tipi di eccessi: dal 1959 binge eating iniziò a essere usato nelle pubblicazioni psichiatriche per indicare il disturbo da alimentazione incontrollata.
Mentre maratone televisive venivano programmate dalle emittenti già dai tardi anni 1940, divenendo consuete tra gli anni 1970 e 1980, specialmente per serie di culto come Ai confini della realtà, Star Trek e Monty Python's Flying Circus, l'uso di simili espressioni per indicare un grande consumo di video d'intrattenimento iniziò a diffondersi in inglese a partire dagli anni 1990. In particolare, uno dei primi usi dell'espressione binge watching si ritiene si sia effettuato nel 1996 in discussioni sulla rete Usenet legate alla serie televisiva X-Files. L'avvento dei DVD contribuì alla diffusione del fenomeno, mentre binge watching iniziò a divenire popolare tra il finire degli anni 2000 e l'inizio degli anni 2010, con l'affermazione sul mercato di servizi di video on demand come Netflix e Hulu, in grado di offrire facilità d'accesso a una vasta quantità di contenuti.
In particolare, il verbo binge watch acquisì notevole popolarità nel 2013, anno in cui Netflix iniziò a distribuire anche serie televisive inedite rendendo disponibili intere stagioni contemporaneamente; nello stesso anno fu candidato a "parola dell'anno" per il sito Oxford Dictionaries della Oxford University Press, che indica come significato «guardare più episodi di un programma televisivo in rapida successione, usualmente tramite DVD o streaming digitale». Nel 2015 fu poi scelto come "parola dell'anno" per il Collins English Dictionary della HarperCollins.

## Impatto culturale e aspetti psicologici
L'attività delle "maratone televisive" è popolare tra gli utenti che hanno accesso a servizi on-demand, in particolare tra i giovani. Nel 2014 uno studio di Harris Interactive indicava che oltre la metà degli utenti di Netflix era solita guardare tra i due e i sei episodi di una serie televisiva consecutivamente, mentre un altro sondaggio registrava come oltre il 40% degli utenti di TiVo dichiarava di aver visto almeno tre episodi consecutivamente nella settimana precedente l'intervista. Sempre nel 2014, secondo un sondaggio pubblicato sul portale Statista il 42% dei giovani statunitensi tra i 14 e i 25 anni guardava due o più episodi consecutivamente almeno una volta a settimana, percentuale che si riduce al 30% tra i 26 e i 31 anni. Nel 2016 una ricerca di Deloitte illustrava come tale pratica sia comune a circa il 70% dei consumatori statunitensi, che consisteva di guardare in media cinque episodi per volta; con un 46% abbonato a servizi di streaming online e un 31% che guardava più episodi consecutivamente almeno una volta a settimana.
Il binge watching registra commenti sia positivi sia negativi. Alcuni osservatori rifiutano l'uso del termine binge e del suo taglio negativo, preferendo per tale attività "maratona", esaltando, se esercitata con moderazione, lati positivi come l'ottenimento di una visione unitaria dell'opera, offrendo la possibilità di cogliere risvolti più complicati delle trame e sfumature, oltre che avere più chiari inizi e conclusioni. L'antropologo Grant McCracken l'ha definito un modo «contemplativo e intelligente di guardare un certo tipo di televisione. Specialmente buona televisione»; in modo simile il professor Robert Thompson dell'Università di Syracuse ha associato la diffusione dell'attività a un contemporaneo innalzamento della qualità delle produzioni televisive, caratterizzate da aspirazioni stilistiche letterarie e cinematografiche, alla ricerca di complessità narrativa e mitologie serializzate. Se alcuni paragonano quindi l'immergersi nella visione di una serie televisiva alla lettura di un libro appassionante ed evidenziano come sia legato in prevalenza a prodotti di qualità, molti altri critici hanno espresso giudizi nettamente negativi, evidenziando come tale abitudine possa portare a una visione più superficiale dell'opera, senza un'adeguata attenzione a dettagli e intrecci secondari, di come tolga il piacere di gustarsi l'attesa per un nuovo capitolo o la risoluzione di un cliffhanger e di come possa eliminare o ridurre le opportunità di commento e confronto sociale.
Da un punto di vista psicologico, secondo i ricercatori Robert Kubey e Mihaly Csikszentmihalyi, il desiderio di guardare molta televisione scaturisce da una reazione chimica cerebrale simile a quella derivata dall'assunzione di droghe o ipnosi, un'attività neurale che si trasferisce dall'emisfero sinistro a quello destro favorendo il rilascio di endorfine, in grado di rilassare lo spettatore e fargli desiderare di prolungare tale esperienza. Uno studio presentato nei primi mesi del 2015 dai ricercatori dell'Università del Texas, condotto analizzando le abitudini televisive di 316 persone tra i 18 e i 29 anni, ha evidenziato come il binge watching sia correlato a depressione, solitudine, incapacità di autogestirsi e obesità, utilizzato, così come avviene per altri tipi di eccessi, per allontanarsi da sensazioni negative.
Il fenomeno del binge watching è parodiato nell'episodio One Moore Episode della seconda stagione di Portlandia.